# Вецваркава
Вецваркава (латыш. Vecvārkava) — населённый пункт в Прейльском крае Латвии. Бывший административный центр упразднённого Варкавского края и административный центр Упмальской волости. Находится на правом берегу реки Дубна. Расстояние до города Прейли составляет около 23 км. По данным на 2018 год, в населённом пункте проживало 182 человека. В селе есть бывшее поместье «Варкава» и католическая церковь.

## История
В советское время населённый пункт носил название Варкава II и был центром Упмалского сельсовета Прейльского района. В селе располагалась центральная усадьба колхоза «Арайс».